# Филипп I Савойский (князь Пьемонта)
Филипп I Савойский (фр. Philippe Ier de Savoie; 1278 — 23 сентября 1334) — князь Пьемонта с 1282 года, князь Ахейский и Морейский в 1301—1307 годах, старший сын князя Пьемонта Томаса III и Гии де Шалон.

## Биография
В четырёхлетнем возрасте Филипп лишился отца, унаследовав Пьемонтское княжество, которое из-за его малолетства оказалось под управлением графа Савойи Амадея V. Только в 1294 году Филипп был объявлен совершеннолетним и стал князем Пьемонта.
В 1300 году Филипп отправился в Рим, чтобы жениться на княгине Ахейской Изабелле де Виллардуэн. Планируемый брак вызвал недовольство короля Неаполя Карла II Анжуйского, суверена Ахейского княжества, который предполагал сделать князем Ахейским одного из своих сыновей — Филиппа Тарентского. Но в итоге Карл всё же дал согласие на брак, который был заключён в Риме 12 февраля 1301 года. По условиям договора Филипп Савойский и Изабелла признавали себя вассалами Филиппа Таренского, а также обязались помочь ему отвоевать принадлежавшую Византии Морею. 23 февраля король от имени Филиппа Таррентского пожаловал Филиппа Савойского титулом князя Ахейского. Однако в Ахейское княжество Филипп Савойский и Изабелла прибыли только в 1302 году, где им присягнули в верности бароны княжества, включая герцога Афинского.
Однако вскоре Филипп постоянными вымогательствами вызвал недовольство у баронов княжества. Кроме того, он стремился проводить независимую политику, что вызвало недовольство короля Неаполя. В итоге в 1306 году Карл II сместил Филиппа Савойского с поста князя Ахейского. В числе причин для этого называлось и неисполнение ленных обязательства во время войны с Анной Кантакузины, матери и опекуне деспота Эпира Фомы I, против которой воевал Карл II. Новым князем Ахейским король назначил Филиппа Таррентского. Филипп Савойский и Изабелла ничего не могли противопоставить королю и 11 мая 1307 года покорились. Они уступили все права на Ахайю королю, в обмен Филипп получил графство Альба на Фуцинском озере.
После этого Филипп расстался с Изабеллой и уехал в Пьемонт, где и жил последующие годы. При этом он продолжал использовать титул князя Ахейского.
После смерти Изабеллы Филипп, у которого от первого брака родились только 3 дочери, женился вторично — на дочери Умберта I, дофина Вьеннского.
Филипп умер 23 сентября 1334 года. Ему наследовал в Пьемонте старший сын Жак.

## Брак и дети
1-я жена: с 12 февраля 1301 года (Рим, развод в 1307 году) Изабелла де Виллардуэн (ок. 1260/1263 — 23 января 1312), княгиня Ахейская и Морейская в 1289—1307 годах, дочь князя Ахейского Гильома II де Виллардуэна и Анны Комнины Дукини. Дети:
- Мария (1301 — после 1308)
- Маргарита (февраль 1303 — после 8 декабря 1371); муж: с 10 июня 1324 Рено де Форе (ум. 1369/1370), сеньор де Маллеваль, де Рошерлен и де Сен-Жермен Лаваль
- Алиса (ум. 1368); 1-й муж: с 7 октября 1324 (контракт, утверждён 14 декабря 1325) Манфредо дель Каррето, маркиз ди Савона, сеньор ди Новелло и Синео; 2-й муж: с 26 сентября 1354 Антельмо д’Уртиере (ум. после 1363), сеньор де Сент-Элен-дю-Лак

2-я жена: с 7 мая 1312 Екатерина (ум. 9 декабря 1337), дочь Умберта I де Ла Тур дю Пэн, дофина Вьеннского, и Анны Бургундской, дофины Вьеннской. Дети:
- Жак (6/16 января 1315 — 14 мая 1367), князь Пьемонта и титулярный князь Ахейский с 1334
- Элеонора (ум. октябрь 1350); муж: с 1333 Манфредо V (ок. 1310/1312 — 8 августа 1389/1392), маркиз Салуццо в 1341—1344, 1344—1346
- Жанна (ок. 1316/1318 — после 3 ноября 1355); муж: ранее 22 мая 1330 Амадей де Пуатье (ум. 1349/18 августа 1350), сеньор де Сен-Валье
- Беатрис (ум. 1340); муж: с 10 сентября 1334 Умберт V (ум. 18 августа 1372), сеньор де Туар и де Вильяр с 1336
- Агнес (ум. 28 ноября ок. 1384); муж: с января 1343 Жан II де Ла Шамбр (ум. после 22 ноября 1355), сеньор де Ла Шамбр и виконт Морьена
- Изабелла (ум. ок. 1370), аббатиса монастыря Сен-Джиакомо в Пенероло
- Томас (1329 — после 6 октября 1360), сеньор Пьяченцы в 1331, епископ Турина 10 ноября 1348, сеньор Сольера в 1355
- Эдуард (до 9 июня 1330—1395), аббат Сен-Гвесто и приор Боргетто в 1366, сеньор де Контес и де Шильон в 1370, епископ Белле в 1370, епископ Сиона в 1374, архиепископ Тарантазии 23 Mar 1386
- Эймон (после 9 июня 1330 — после 13 марта 1398)

Также у Филиппа было несколько незаконнорождённых детей:
- Беатрис; муж: Гульельмо Петтити
- Франческа; муж: Мартино ди Макьерат
- Антонио, священник
- Антельмо (ум. после 1369), сеньор ди Коленьо и Альтеццано